# Cinéma caribéen
Le cinéma caribéen, qui inclut les films issus de producteurs ou réalisateurs des Caraïbes, relève d'une réflexion sur « la singularité de l'identité caraïbe » « basée sur sa radicale diversité ». Son historiographie récente débute dans les années 1970, dans la foulée de processus d’affirmation culturelle qui se produit dans la région. 

## Histoire
Bien qu'il ait existé dans les îles caraïbes des films produits avant cette date, le début de l'histoire du cinéma caribéen, dit aussi nouveau cinéma caribéen est généralement daté de 1972, avec la sortie du film The Harder They Come (film) produit en Jamaïque par Perry Henzell. Avec la diffusion internationale de films tels que Haïti, le chemin de la liberté (Ayití, Min Chimin Libete/ 1974) d’Arnold Antonin, film-culte du cinéma haïtien militant contre la dictature des Duvalier, ou Rue Cases Nègres film martiniquais sorti en 1981, le cinéma caribéen présente au monde une vision moins caricaturale, en rupture avec celle « paradisiaque et paternaliste, héritée des pratiques coloniales ».

## Caractéristiques
Sur le plan économique, le cinéma caribéen rencontre plusieurs difficultés, dont l'absence d'un marché interne unifié, en raison de la diversité des langues utilisées : français, espagnol, anglais, néerlandais et d'un public qui ne se reconnait pas toujours dans des films aux provenances diverses et de différentes sphères linguistiques. L'utilisation du créole avait été posée en 1982 par le réalisateur Christian Lara, qui en faisait l'une des conditions sine qua non pour qu'un film soit reconnu comme relevant du cinéma caribéen . Toutefois, cette contrainte a été controversée, et elle présente entre autres risque celui de se couper de la diaspora. Globalement, la production soufre d'un manque d'expertise, avec des filières de formation insuffisantes,.

## Festivals et manifestations
- St Barth Film Festival[4]
- Marché du film caribéen dans le cadre du FEMI[5].
- Présentation itinérante du cinéma de la Caraïbe[6]
- Festival International du film Documentaire de Martinique (FIDM) Les Révoltés du Monde
- Les Rencontres Cinéma Martinique
- Festival International du Film documentaire Amazonie Caraïbes (FIFAC)
- Festival international du film haïtien de Montréal
- Festival International du cinéma des Bahamas (en)